# Петър Петров (историк)
Вижте пояснителната страница за други личности с името Петър Петров.
Петър Христов Петров , известен като Цар Пешо е виден български историк.

## Биография
Роден на 31 юли 1924 г. в село Върбешница, Мездренско. Основно и прогимназиално образование получава в родното си село, а средно - в класическия отдел на Врачанската мъжка гимназия. През 1949 година завършва "История" в Историко-филологически факултет на Софийския университет  "Св. Климент Охридски", а през 1952 г. - редовна аспирантура. Специализира в Югославия през 1965 и 1967 г.
Работи като асистент, доцент и професор във Философско-историческия и Историческия факултет на Софийския университет (1952 – 1989).
С дисертацията си "Въстанието на Ивайло" става кандидат на историческите науки (1954), а с научната си разработка "Образуване на българската държава" - доктор на историческите науки (1982). Петър Петров е носител на орден „Кирил и Методий“ – II ст. (1967), орден „Кирил и Методий“ – I ст. (1978), „Червено знаме на труда“ (1985), „Народна Република България“ - I ст. (1986г.), както и на много медали и други отличия. Отличен е със званието „Заслужил деятел на образованието“ (1987).
Последователно е заместник-председател, организационен секретар и главен секретар на Централния съвет и Българското историческо дружество (1964 – 1985). Член е на Македонския научен институт и редакционната колегия на списание „Македонски преглед“.
Води лекции по Средновековна българска история, Изворознание на средновековната българска история, Феодализмът в средновековна България, Асимилаторската политика на турските завоеватели през XV-XIX в., Проблеми на политическата и църковна история на България през VII-XIV в., България и европейския средновековен свят, История на българската държава и право, История на България (основен курс) на стотици студенти и специализанти, както в Софийския университет, така и във Великотърновски университет "Св. св. Кирил и Методий", Варненски свободен университет "Черноризец Храбър", Пловдивски университет "Паисий Хилендарски", бившия Славянски университет и в Центъра за следдипломна специализация към Великотърновския университет.
Редица негови студенти впоследствие се реализират в науката, образованието, културата и политиката. Сред тях са академик Васил Гюзелев, професор Николай Генчев, професор Александър Фол, професор Илчо Димитров, професор Константин Косев, професор Иван Илчев, професор Иван Божилов, Людмила Живкова, Георги Атанасов, Георги Първанов, Димитър Луджев, Веселин Методиев и други.
Петър Петров е автор и редактор на редица ценни изследвания, посветени на българската средновековна история: "Образуване на българската държава" (1981 г.), "Възстановяване на българската държава (1185-1197 г.)" (1985 г.), "Карпошовото въстание" (1994 г.), "Научна експедиция в Македония и Поморавието" (1993 г.), "Македония. История и политическа съдба том І-ІІІ" (1995-1998 г.), "Църква и църковен живот в Македония" (2003 г.), "Бенедето Марино ди Рести. Сметководна книга" (1590-1605 г.)" (2005 г.), "Османската империя - ислямска държава" (2012 г.), "Самуил - царят воин" (2014 г.) и др.
С решение от 2018 г. на Общинския съвет в Мездра Петър Петров е удостоен със званието „Почетен гражданин на община Мездра“.
Умира на 21 януари 2024 година на 99-годишна възраст.